# Brasão de armas da Bulgária
O brasão de armas da Bulgária foi adoptado em 1997, substituindo as antigas armas do regime comunista deposto em 1990.
O brasão é mais semelhante no brasão do Reino da Bulgária. Um escudo vermelho escuro com um leão dourado coroado é suportado por dois outros leões dourados coroados. O escudo é sob uma coroa real historica. Sob o escudo são dois ramos de carvalho de verde. A lema nacional é Съединението Прави Силата, que significa na búlgara: A união faz a força.
Um leão foi o emblema dos czares da Bulgária depois o século XIII, mas os cores atuais de ouro e vermelho escuro datam só no século XVIII.